# Hérétismes et sorcellerie à Lyon
L'hérétisme et la sorcellerie à Lyon naissent au carrefour de la circulation de diverses pratiques religieuses depuis l'antiquité dans la ville de Lugdunum considérées dissidentes depuis la constitution de la religion chrétienne comme religion officielle de l'Empire romain sous le règne de Constantin en 313.
Selon Mergnac, Lyon est une capitale du spiritisme et de la sorcellerie tout comme la ville de Prague.

## Histoire

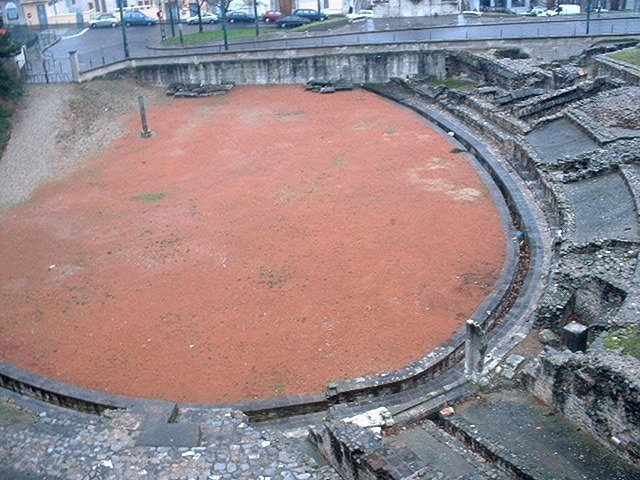
L'amphithéâtre des trois Gaules. Au fond, le poteau placé à l’époque moderne en évocation des martyrs de 177.

Lugdunum, fondée en 43 AC, devient vite un carrefour de pratiques religieuses. Les divinités romaines y sont adoptées, et les premiers chrétiens connus en Gaule, martyrs de Lyon, y sont persécutés en 177. L'empereur Constantin établit en 313 le Christianisme comme religion officielle dans l'Empire Romain et toute déviation y est désormais appelée hérésie. L'Église cherche à éliminer les traces d'hérésies qui se manifestent.

### Culte de Cybèle

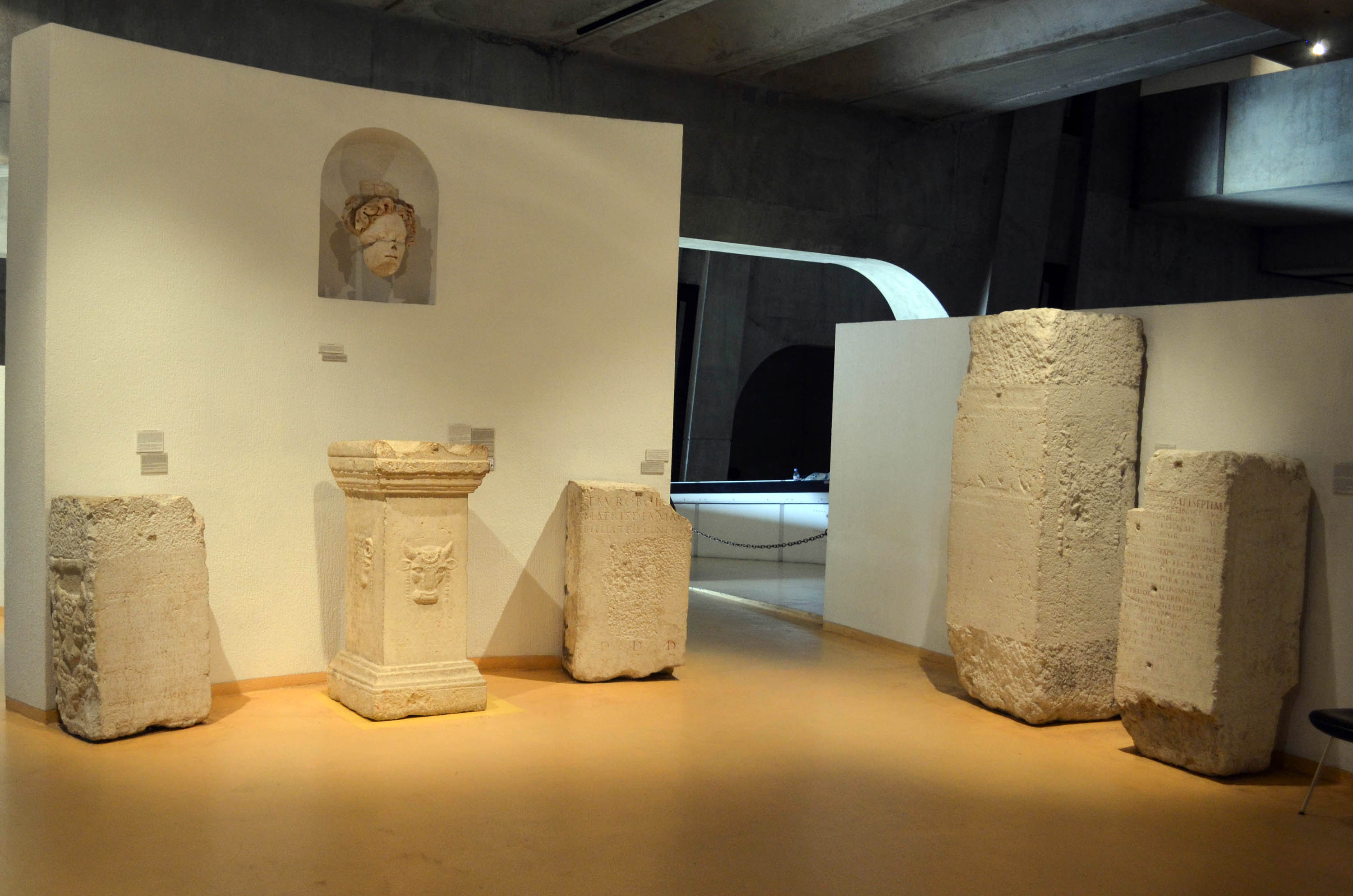
Autels tauroboliques au musée gallo-romain de Fourvière à Lyon.

Un autel taurobolique est mis au jour en 1704 dans les vignes de Mr Bourgeat sur la colline de Fourvière. Il date de  160 ap. J.-C et permet de préciser l'utilisation de vestiges découverts à partir de 1943 par Philippe Fabia, Camille Germain de Montauzan, et Pierre Wuilleumier. Il s'agirait d'un sanctuaire destiné au culte d'une déesse, peut être Cybèle,. 
Des fouilles supplémentaires sont réalisées entre 1965 à 1974 par Amable Audin et à partir de 1991 par Armand Desba,. Ces fouilles permettent de savoir que le sanctuaire possiblement dédié à Cybèle est daté  de la 2e moitié du IIe siècle apr. J.-C. On sait par ailleurs que l'empereur  est favorable au culte de Cybèle.

### Vaudois

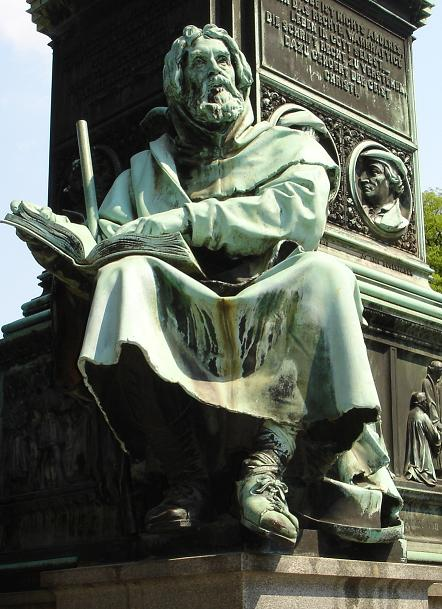
Mémorial Pierre Valdo.

Pierre Valdo est un marchand de Lyon et prédicateur de l'évangile. À la suite d'une crise religieuse, il finance une des premières traductions de la Bible en langue vernaculaire (le francoprovençal). Il donne tous ses biens pour suivre l'idéal de pauvreté apostolique. Il regroupe des partisans et fonde la fraternité des Pauvres de Lyon, le futur mouvement vaudois. Ils sont chassés de la ville par l'archevêque Jean Belles-mains en 1183. Il est excommunié en 1184 et son mouvement persécuté,.

### Chasses aux sorcières
Lyon se révèle moins assidu en matière de chasse aux sorcières que ce qui se passe dans les contrées voisines, dans les pays de l'Ain, la Bresse et le Bugey.

### Vauderye de Lyonnois
Un texte latin situe cependant un épisode célèbre de la chasse aux sorcières nommé Vauderye de Lyonois en brief, vers 1437-39 selon les découvertes récentes de Franck Mercier et Martine Osterero. L'histoire de cette vauderie (supposée résurgence des Vaudois) est celle d'une chasse aux sorcières avortée menée par l'inquisition lyonnaise probablement par l’ordre des Prêcheurs du couvent des dominicains de Lyon. Jean Tacot et Thomas Girbelli en sont les représentants actifs, leurs tentatives d'éradication des crimes de sorcellerie butant contre l'opposition de l'archevêque de Lyon qui y est peu favorable. Pour démêler l'affaire, on fait appel à Pierre Balarin, Jean de Bames et à Guichard Bastier, jurisconsultes à Lyon au sein d'une commission de conciliation. L'inquisiteur, devant le peu de résultat de ces entreprises, fait appel au Roi, sans succès. Il aurait alors selon Franck Mercier et Martine Osterero écrit ce court texte Vauderye de Lyonois en brief afin de démontrer l'étendue du danger pour convaincre les autorités de prendre des mesures judiciaires extraordinaires.

### Le procès des sorciers de Lyon
C'est à Lyon également qu'a lieu une des dernières affaires de chasse aux sorcières en France entre 1742 et 1745. Connue sous le nom de Procès des sorciers de Lyon, l'affaire aboutit à la condamnation de 14 personnes (dont 5 par contumace) par la Tournelle de Dijon en 1745,. Pour les  peines physiques seuls Guillaume Janin et Jean Ferroussat sont pendus et étranglés sur la place du Morimont puis leur corps jetés au feu. Le prêtre Debaraz, seul à être condamné au bûcher, est exécuté en effigie. Carat et Lambert sont pendus et étranglés en effigies. Michalet, Tissot et Charbonnier sont condamnés aux galères. Isabeau Gay, Jeanne Chanat et Jeanne Chabert au bannissement hors du royaume.  L'huissier Romi(y)eux a une simple amende. Ils doivent tous faire amende honorable " nu en chemise, la corde au col, tenant en main une torche de cire ardente du poids de deux livres, au-devant de la principale porte de l’église cathédrale de cette ville".
Le 21 juillet 1742 à la suite de commérages recueillis à Caluire, deux cavaliers de la Maréchaussée arrêtent un dénommé Benoit Michalet dans une maison, où on le trouve en possession de grimoires, d'objets sacerdotaux, de cierges et de chandeliers. Il est interrogé le 23 juillet 1742. Il est dessinateur, a 19 ans et est originaire de la paroisse de Saint Paul de Lyon. Il reconnait avoir adhéré à une société secrète sur les conseils d'un certain Claude François Charbonnier. Cette société utiliserait les figures du pentacle de Salomon, et aurait recours à la Théurgie, invoquant l'ange Uriel dans l'objectif de découvrir des trésors.
Le 14 février 1743 Benoit Michalet est condamné à être soumis à la question ordinaire et extraordinaire. Comme l'appel est rendu obligatoire, il est conduit à Dijon. 
L'affaire est consignée dans un manuscrit intitulé Procès des sorciers de Lyon 1742 et aux archives départementales de la Côte-d'Or, rédigé par le conseiller-commissaire de l'instruction, Jean-Claude Perreney de Vellemont (1718-1810).

### Sociétés secrètes

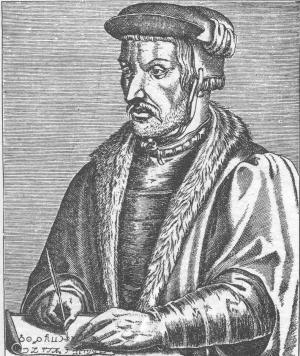
Henri-Corneille Agrippa de Nettesheim, savant ésotériste.

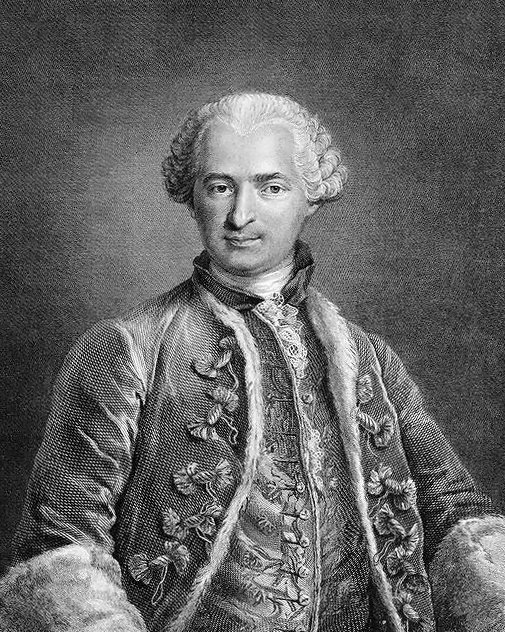
Comte de Saint-Germain.

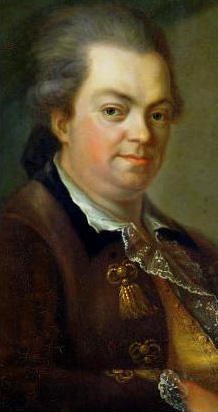
Giuseppe Balsamo.

De multiples mouvements et sociétés secrètes ont vu le jour à Lyon depuis la Renaissance. Cornelius Agrippa écrit Déclamations sur  l'incertitude, vanité et abus des sciences. Il y proclame que les femmes ne sont pas des êtres inférieurs et que l'acte sexuel est un acte rédempteur.
Cagliostro fonde la Haute Maçonnerie égyptienne à Lyon en 1784. Lyon attire par la suite Casanova et le Comte de Saint Germain pendant la période où Lyon devient un épicentre de la philosophie illuministe.

### Spiristime
Hyppolite-Léon Denizard Rivail alias Allan Kardec, né à Lyon en 1804 est l'initiateur du mouvement du spiristime. Il est l'auteur du Livre des esprits paru en 1856. Le mouvement connaît dans la ville un essor important avant de se développer par la suite au Brésil,.

### Satanisme

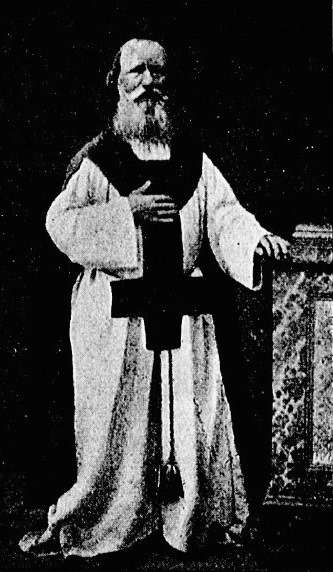
Pierre-Eugène Vintras fondateur du Carmel d'Elie en 1865.

Pierre-Eugène Vintras crée en 1865 le Carmel d'Elie. L'Abbé Joseph-Antoire Boullan prend la direction du carmel à sa suite. Julie Thibaut devient la première prêtresse du pontificat féminin de la structure. L'Abbé Boullan prône l'union sexuelle qu'il pratique sur l'autel avec une sœur, Adèle Chevalier. Ils égorgent leur propre fils, un nourrisson, sur l'autel également en 1870.

## Personnages célèbres
- Corneille Agrippa (1486 - 1535)
- Balthazar de Monconys (1608 - 1665)
- Joseph Balsamo dit Cagliostro (1743 - 1795)
- Allan Kardec (1804 - 1869)
- Pierre-Eugène Vintras (1807-1875)
- Joseph-Antoine Boullan (1824-1893)
- Nizier-Anthelme Philippe (1849-1905)
- Jean Bricaud (1881-1934)
- Pauline Gualla (1853-1941)[19]

### Sources
- Vauderye de Lyonois en brief, conservé dans un manuscrit de la BnF (lat. 3446) et édité par Joseph Hansen.

#### Ouvrages généraux
- Marie-Odile Mergnac, France, terre de sorciers, éd. Archives et culture, coll. « Vie d'autrefois », 2008

#### Ouvrages sur le Lyon occulte
- Paul Leutrat, La sorcellerie lyonnaise, Robert Laffont, coll. « Les portes de l'étrange », 1977
- Mickael Ponsardin,  Lyon et le spiritisme, éd. Les éditions Philman, 2004
- Felix Benoit, Hérésies, diableries et sorcelleries à Lyon et alentours, Traboules, 2007
- Jean-Jacques Gabut, Lyon magique et sacré, Jacques André éditeur, 2007 (1re éd. 1994)
- Claude Ferrero, Guide secret de Lyon et de ses environs, Rennes, Ouest-France, 2010, 287 p. (ISBN 978-2-7373-6867-7)
- Gérard Corneloup, Lyon secret et insolite, Les beaux jours, 2011

#### Article
- Julien Véronèse, Franck Mercier et Martine Ostorero, L’énigme de la Vauderie de Lyon. Enquête sur l’essor de la chasse aux sorcières entre France et Empire (1430-1480), Cahiers de recherches médiévales et humanistes [Online], 2015, publié en ligne le 6 octobre 2015, URL : http://journals.openedition.org/crm/13544